# デイダリデックス級
デイダリデックス級（デイダリデックスきゅう、D'deridex class）は、アメリカのSFドラマ『スタートレック』シリーズに登場するロミュラン帝国軍所属宇宙艦の級名。デイデリデクス級またはデイダリクス級、ディーダリックス級、デ=デリデックス級など日本語の呼び名は一定していない。デイダリデックス級という呼び名はダイエックス出版の『スタートレックエンサイクロペディア ニュー・エディション』などに見られる。

## 概要
惑星連邦の謎に満ちた隣国ロミュラン帝国の宇宙戦艦で、猛禽を象ったデザインから劇中では「ロミュラン・ウォーバード」と呼ばれる。惑星連邦宇宙艦隊のギャラクシー級（U.S.S.エンタープライズD）の2倍の全長を持ち、中空という独特なデザインがされた不気味で巨大で強力な戦艦。機動力はギャラクシー級に劣る。
船体の中央部が空洞になっているのが最大の特徴。船首に猛禽類の頭部を模した巨大な船体があり、背面と腹面から猛禽の翼を模した湾曲板状の船体が左右のワープナセルと船尾部分を介して接合する。船首正面にはロミュラン帝国の国章が塗装されており、連邦艦であるならばデフレクター盤がある位置――船首中央にディスラプターキャノンの巨大砲口がある。
中空のデザインは、主動力源に人工マイクロブラックホールが利用されているからだとされている（惑星連邦やクリンゴン帝国などは反物質）。ロミュラン人の特殊メイクの差し色、敵対時代のクリンゴン帝国のバード・オブ・プレイ、ボーグ船のライトアップなどと同様にウォーバードの船体色も緑色であるが、これはアメリカでは緑色が悪役の色であるため。
2360年代初期には艦長席と副長席はイントレピッド級のように並列で、イエロー系のかなり明るい照明が使われている。その後、中央に艦長席のみが置かれた構造に変わり、照明も宇宙艦隊船と同程度の輝度のものになる。
ディスラプターキャノン・タレット、光子魚雷ランチャー、トラクタービーム、遮蔽装置を装備。

## 全長の設定について
1980年代のTV放映当時は「ギャラクシー級の2倍程度の大きさ」という設定しかなかったが、1990年代に入ると関連書籍（ぶんか社刊『スタートレックメカニクス』など）において全長1,542メートルと表記されるようになる。しかし、2000年代の書籍『STARTREK STARSHIP SPOTTER』（POCKET BOOKS刊）では全長1,041.7メートルと表記されている。
AMT社製プラモデルは初版時にはスケール表記がなかったが、箱には「4,400フィート（約1,341メートル）」と書かれている。2012年頃の再発売時には1/3200スケールと表記された。
宝島社刊『別冊宝島1455 スタートレック完全ガイド』では全長1,200メートル以上と表記されている。

## 撮影用ミニチュア
デザインはアンドリュー・プロバート。ミニチュアはグレッグ・ジーンによって製作された。ミニチュアは全長2.5フィートのサイズがあり、数百本の光ファイバーが仕込まれ、窓とおぼしき発光をするようになっていた。本体両舷のワープナセルと思われる発光はデジタル合成であり、ミニチュア自体のこの部分は発光しない。(スタートレックメカニクス)

## デイダリデックス級ウォーバード一覧
I.R.W.インタラクー (I.R.W. Intraku)
レムス・ウォーバード、シャンクレイド司令官の指揮。アイコニア星系でゲートウェイを巡り宇宙艦隊船と交戦する。『Star Trek Online』に登場。
I.R.W.エグザトス (I.R.W.Xatos)
レムス・ウォーバード、ヴラックス司令官の指揮。ロミュランのラシャナ星系コロニーを襲撃し、コロニーからの救難信号を受けて駆け付けた宇宙艦隊船と交戦する。『Star Trek Online』に登場。
I.R.W.カザーラ (I.R.W.Khazara)
トレス司令官の指揮。地球暦2369年、スポック大使の地下組織によって、反体制派のムレット副総督らを惑星連邦へ亡命させる任務に利用される。
I.R.W.カラフ (I.R.W. Calaf)
テレブ司令官の指揮。セクション31工作員でもある宇宙艦隊士官フランクリン・ドレイク大佐と接触を持つ。『Star Trek Online』に登場。
I.R.W.シゼッシュ (I.R.W.Sithesh)
レムス・ウォーバード、カラテク司令官の指揮。超新星爆発で惑星ロミュラスを破壊したホブス恒星系の跡地に侵入してきた宇宙艦隊船に対し、速やかに領域から退去するよう求める。『Star Trek Online』に登場。
I.R.W.ディシウス (I.R.W.Decius)
地球暦2367年にアルファ・オナイアス3号星で異星人の孤児バラシュがライカー副長に見せるホロプログラムに登場する、トモロク大使の座乗艦。2383年、和平条約締結協議のためライカー大佐指揮のU.S.S.エンタープライズDと合流する。
I.R.W.デヴォラス (I.R.W.Devoras)
メンデック提督の指揮。地球暦2367年、惑星連邦に潜入していた工作員ティペル大使（本名はセレク副司令官）を救出するため、和平条約締結交渉と偽ってU.S.S.エンタープライズDに接触する。
I.R.W.テリックス (I.R.W.Terix)
シロル司令官の指揮。地球暦2370年、デヴォリン星系で惑星連邦宇宙艦隊の難破船U.S.S.ペガサスの発見をU.S.S.エンタープライズDと競う。
I.R.W.トメット (I.R.W.T'Met)
タル・シアー所属、アルマック副司令官の指揮。地球暦2374年、試験飛行中の惑星連邦宇宙艦隊のU.S.S.プロメテウスを強奪する任務に失敗、宇宙艦隊と交戦し撃沈される。
I.R.W.ハーコナ (I.R.W.Haakona)
タリス副司令官の指揮。地球暦2365年、アイコニアのコンピューターウイルスに侵され勝手に自爆システムが起動してしまったところを、U.S.S.エンタープライズDによって救われる。
I.R.W.ベラック (I.R.W.Berak)
タル・シアー所属。地球暦2371年、ガンマ宇宙域に侵攻したタルシアー・オブシディアンオーダー連合艦隊の1隻。オマリオン星系の戦いでジェムハダー艦隊と交戦、撃沈される。
I.R.W.マカー (I.R.W.Makar)
タル・シアー所属。地球暦2371年、ガンマ宇宙域に侵攻したタルシアー・オブシディアンオーダー連合艦隊の1隻。オマリオン星系の戦いでジェムハダー艦隊と交戦、撃沈される。
I.R.W.レア (I.R.W.Rea)
コヴェック司令官の指揮。地球暦2409年、ボーグテクノロジー研究のため惑星連邦宇宙艦隊のU.S.S.ノーベルを鹵獲し、クルーを連れ去る。『Star Trek Online』に登場。